# Чель д’Оро
Базилика Сан Пьетро ин Чель д’Оро (итал. Basilica di San Pietro in Ciel d’Oro, русск. «Базилика Святого Петра в Золотом небе») — бывшая (до XIV века) соборная церковь города Павия в Ломбардии, которая служит усыпальницей лангобардских королей и великих деятелей поздней античности — Аврелия Августина и Боэция. Название храма происходит от покрытой сусальным золотом мозаики в конхе апсиды.

## История
Существующее кирпичное здание базилики — характерный пример ломбардской романики — освящено в 1132 г. Более древняя церковь на этом месте известна с 604 года, в начале 720-х гг. её перестроил и украсил король Лиутпранд, здесь же и похороненный. Именно он перевёз в Павию мощи св. Августина. Известно, что около 800 года здесь обитал отшельник Аппиан, впоследствии признанный святым.
В 1327 г. в связи с планами строительства нового городского собора базилика была передана в распоряжение Августинского ордена. В 1362 г. монахи заказали для мощей Августина пышную раку — шедевр готического искусства со 150 скульптурными фигурами. Последующие столетия были омрачены раздорами между ветвями ордена, спорившими насчёт истинности принадлежавших им мощей.
В 1700 г. августинцы были принуждены оставить храм и вывезли из него мощи святого. Ответшавшая церковь пришла в упадок, наполеоновская армия держала в ней военную амуницию. В конце XIX века местный кардинал выступил с инициативой возобновления храма, и древняя церковь была отремонтирована. Тогда же была воссоздана утраченная мозаика с изображением Христа и предстоящих святых «в золотом небе».

## Архитектура и скульптурный декор
Базилика трёхнефная с трансептом, с характерным для Италии треугольным фронтоном. Два мощных контрфорса делят западный фасад на три части по горизонтали, при этом в правом контрфорсе находится лестница, ведущая на крышу. Внутри крестовыми сводами перекрыто всё пространство базилики, кроме первого пролёта. Трансепт не выдаётся за пределы корпуса здания, занимая лишь три поперечных нефа. В храме имеется крипта, современная относится к XIX веку.
Само здание построено из красного кирпича, песчаник используется в основном для декорации.
Скульптурный декор храма весьма характерен для павийских церквей того времени.
По верху фронтона идёт характерный ломбардский декор из перекрещивающихся наложенных арок и (чуть ниже) ложной аркатурной галереи. Содержимое медальонов не сохранилось. Наиболее интересным является скульптурный декор портала.
Здесь мы видим характерный для павийских церквей мотив — помещение святого покровителя в замковый камень архивольта. Здесь это святой Пётр (патрон базилики), представленный в рамке — очевидно, Вратах рая, к которым стремятся две души. Скульптура заключена в некое подобие рамки, напоминающей плоское, наложенное на стену крыльцо, и над тимпаном имеет такой же плоский треугольный фронтон. В центре этого фронтона в наложенной арке помещена фигура архангела, поддерживаемого двумя людьми. Тимпан оставлен пустым, в то время как притолока, архитравы и откосы сплошь покрыты плетёнкой. На капителях и импостах размещены скульптуры апокалиптической тематики: изображения русалок о двух хвостах, орлов, гиппогрифов и разнообразных фантазийных монстров.

## Упоминания в художественной литературе
Базилика не раз упоминается в художественной литературе. Данте пишет о Боэции:

Плоть, из которой он был изгнан, сиро
Лежит в Чельдоро; сам же он из мук
И заточенья принят в царство мира.
Предпоследняя новелла «Декамерона» повествует о том, как спящий мессер Торелло чудным образом

очутился в церкви св. Петра в Чель д’Оро в Павии, со всеми драгоценностями и украшениями, и ещё спал, когда позвонили к заутрене, и ключарь, войдя в церковь со свечой в руке, тотчас же увидел богатый одр и не только изумился, но, ощутив величайший страх, бросился бежать назад.

## Галерея
|                         |  |                                                           |  |                 |
| Рака с мощами Августина |  | Конха с изображением золотого неба (выполнено в XIX веке) |  | Гробница Боэция |